# Iliffeoecia iliffei
Iliffeoecia iliffei is een mosselkreeftjessoort uit de familie van de Pontocyprididae. De wetenschappelijke naam van de soort is voor het eerst geldig gepubliceerd in 1991 door Maddocks.